# Ватутин, Владимир Алексеевич
Владимир Алексеевич Ватутин — российский математик, доктор физико-математических наук (1987), профессор.

## Биография
Родился 1 января 1952 г.
Окончил механико-математический факультет Московского государственного университета им. М. В. Ломоносова (1974) и аспирантуру Математического института им. В. А. Стеклова АН СССР (1977).
С 1977 года и по настоящее время — научный сотрудник Математического института им. В. А. Стеклова АН СССР (РАН).

## Научная деятельность
Диссертации (по специальности — теория вероятностей и математическая статистика):
- кандидатская (1977) — «Предельные теоремы для ветвящихся процессов» (научный руководитель — Б. А. Севастьянов);
- докторская (1987) — «Критические ветвящиеся процессы с правильно меняющимися производящими функциями».

Научные интересы: ветвящиеся процессы и их применение в биологии и теории массового обслуживания, комбинаторно-вероятностные задачи.
Лауреат премии АН СССР 1988 г. — за крупные результаты в области математики.
Член-корреспондент Академии криптографии РФ с 2017 года
Член редакционных коллегий журналов :
- «Теория вероятностей и ее применения» — с 1994 года,
- «Markov processes and related fields» — с 2003 года,
- «Дискретная Математика» — с 2014 года,
- «Pliska Studia Mathematica Bulgarica» — c 2015 года,
- «Stochastic processes and their applications» с 2002 по 2004 год.

## Научные публикации
- 2017  Discrete time branching processes in random environment, Götz Kersting, Vladimir Vatutin,Wiley, New Jersey, USA,  ISBN 978-1-78630-252-6, 306 pp
- 2009 Ветвящиеся процессы Беллмана-Харриса, Лекционные курсы НОЦ, 12. МИАН Москва, ISBN 5-98419-031-1, 112 с.
- 2008 Ветвящиеся процессы и их применения, Лекц курсы НОЦ, 8. МИАН Москва, ISBN 5-98419-024-9, 108 с.
- 2005 Branching processes in biology: Evolution, Growth and Extinction. Haccou P., Jagers P., Vatutin V.A. издательство Cambridge University Press (United Kingdom) , ISBN 0-521-83220-9, 316 с.
- 1992 Некорректно поставленные задачи в естественных науках: Труды Международной Конференции (Москва, 19-25 августа 1991 г.) Тихонов А. Н., Леонов А. С., Прилепко А. И., Васин И. А., Ватутин В. А., Ягола А. Г. место издания ВСП/ТВП Утрехт/Москва, 596 с.